# カンイ
カンニ（英: Kanni）は、インドタミル・ナードゥ州に見られる猟犬である。キャラバン・ハウンドやムドホル・ハウンド、サルーキ等の血を引くとされる。
カンニとは現地の言葉で「処女」を意味するという。この名前は、かつて、結婚に先立ち、持参金の一部として花婿に贈られたという習慣から来ると言われている。贈られた犬は手放すことなく、ペットとして大切にされるべきものとされたという。非常に希少な犬とされる。
体高がオス65センチ前後、メス55センチ前後の大型犬である。細く洗練されたボディを持つ。なめらかなスムースコートで、毛色はブラック・アンド・タンが一般的であり、ブラウンやクリームもある。足や胸にホワイトが入るものもある。クリームの毛色のものはパーラカンニ（Paalakanni）と呼ばれる。マズルは先細りで細長く、耳は先が細く下を向いた垂れ耳である。尾は飾り毛のないサーベル形の長い垂れ尾である。
性格は温和であるが、必要があれば勇猛に主人や家を守る。従順で訓練もし易いが、自立心も強い。運動能力は非常に高く、俊足であると同時に、頑強である。餌は朝に乳、午後と夕方に穀物の粥を与えられるという。